# Фторид празеодима(IV)
Фторид празеодима(IV) — бинарное неорганическое соединение, 
соль металла празеодима и плавиковой кислоты
с формулой PrF4,
светло-жёлтые кристаллы.

## Получение
- Действие дифторидом криптона на оксид празеодима(IV)[1]:

{\displaystyle {\mathsf {PrO_{2}+2KrF_{2}\ {\xrightarrow {}}\ PrF_{4}+O_{2}+2Kr}}}
- Растворение гексафторопразеодимата(IV) натрия в жидком фтористом водороде[2]:

{\displaystyle {\mathsf {Na_{2}[PrF_{6}]+2HF\ {\xrightarrow {}}\ PrF_{4}\downarrow +2NaHF_{2}}}}

## Физические свойства
Фторид празеодима(IV) образует светло-жёлтые кристаллы.

## Химические свойства
- Разлагается при нагревании:

{\displaystyle {\mathsf {2PrF_{4}\ {\xrightarrow {90^{o}C}}\ 2PrF_{3}+F_{2}}}}